# Маша Перович
Маша Перовіч (серб. Maša Perović; нар. 17 червня 2005, Белград) — сербська борчиня вільного стилю, бронзова призерка чемпіонату Європи серед юніорів, чемпіонка та бронзова призерка Балканських чемпіонатів серед кадетів, срібна призерка Середземноморського чемпіонату серед кадетів, учасниця чемпіонатів світу та Європи серед дорослих.

## Життєпис
Виступає за спортивний клуб «Црвена Звезда» Белград. Тренер — Батріч Караджич.

## Спортивні результати на міжнародних змаганнях

### Виступи на Чемпіонатах світу
| Змагання                        | Збірна | Вагова категорія          | Місце |
| ------------------------------- | ------ | ------------------------- | ----- |
| Чемпіонат світу з боротьби 2023 | Сербія | жіноча боротьба, до 65 кг | 15    |

### Виступи на Чемпіонатах Європи
| Змагання                         | Збірна | Вагова категорія          | Місце |
| -------------------------------- | ------ | ------------------------- | ----- |
| Чемпіонат Європи з боротьби 2023 | Сербія | жіноча боротьба, до 65 кг | 10    |

### Виступи на інших змаганнях
| Змагання                                 | Країна | Вагова категорія          | Місце  |
| ---------------------------------------- | ------ | ------------------------- | ------ |
| Турнір Дана Колова — Николи Петрова 2024 | Сербія | жіноча боротьба, до 65 кг | Срібло |

### Виступи на змаганнях молодших вікових груп
| Змагання                                                   | Збірна | Вагова категорія          | Місце  |
| ---------------------------------------------------------- | ------ | ------------------------- | ------ |
| Чемпіонат Європи з боротьби серед кадетів 2021             | Сербія | жіноча боротьба, до 61 кг | 5      |
| Чемпіонат світу з боротьби серед кадетів 2021              | Сербія | жіноча боротьба, до 61 кг | 16     |
| Балканський чемпіонат з боротьби серед кадетів 2021        | Сербія | жіноча боротьба, до 61 кг | Бронза |
| Середземноморський чемпіонат з боротьби серед кадетів 2021 | Сербія | жіноча боротьба, до 61 кг | Срібло |
| Чемпіонат Європи з боротьби серед юніорів 2022             | Сербія | жіноча боротьба, до 65 кг | 9      |
| Чемпіонат Європи з боротьби серед молоді до 20 років 2022  | Сербія | жіноча боротьба, до 62 кг | 11     |
| Чемпіонат світу з боротьби серед юніорів 2022              | Сербія | жіноча боротьба, до 65 кг | 14     |
| Балканський чемпіонат з боротьби серед кадетів 2022        | Сербія | жіноча боротьба, до 65 кг | Золото |
| Чемпіонат Європи з боротьби серед молоді до 23 років 2023  | Сербія | жіноча боротьба, до 65 кг | 13     |
| Чемпіонат Європи з боротьби серед молоді до 20 років 2023  | Сербія | жіноча боротьба, до 65 кг | Бронза |
| Чемпіонат світу з боротьби серед молоді до 20 років 2023   | Сербія | жіноча боротьба, до 65 кг | 11     |
| Чемпіонат Європи з боротьби серед молоді до 23 років 2024  | Сербія | жіноча боротьба, до 65 кг | 7      |
| Чемпіонат Європи з боротьби серед молоді до 20 років 2024  | Сербія | жіноча боротьба, до 65 кг | 10     |